# Bernard de Trèves
Ne doit pas être confondu avec Bernard le Trévisan.
Bernard de Trèves est un alchimiste allemand du XIVe siècle.
Il ne faut pas le confondre avec un prétendu Bernard le Trévisan (ou Bernard de La Marche Trévisane).

## Bernard de Trèves
Alchimiste allemand du XIVe siècle, il est l'auteur d'une Responsio ad Thomam de Bolonia (Réponse à Thomas de Bologne) (1385). Une étude récente (Rodriguez Guerrero) a trouvé une chronique de la mort en 1387 d'un "Magnus Bernhardus" qui, pour Rodríguez Guerrero, ne fait qu'un avec Bernard de Trèves. Rodríguez Guerrero l'identifie à Eberhard von der Marck-Aremberg (1305-1387), diplômé en droit et membre du clergé, devenu chorévêque de Cologne. Cette hypothèse trouve fort peu de crédit parmi les spécialistes, les liens de ce personnage avec l'alchimie n'étant pas établis. Ce personnage démissionna de ses fonctions dans l'Église pour se marier en 1346 avec Maria de Looz-Agimont (vers 1333-1410), dont les titres et les territoires étaient des points essentiels dans les conflits féodaux impliquant la famille Von der Marck. À partir de 1366, il était étroitement lié à Kuno von Falkenstein (env.1320-1388), archevêque de Trèves.

## Bernard le Trévisan
Sous ce nom est écrit un traité en français de la fin du XVe siècle, qui circule sous forme de manuscrits avant d'être publié dans l’Opuscule tres-excellent de la vraye philosophie naturelle des métaulx, traictant de l’augmentation et perfection d’iceux... par Maistre D. Zecaire,... Avec le traicté de vénérable docteur allemant Messire Bernard, conte de la Marche Trevisane, sur le mesme subject. (Anvers, Willem Silvius, 1567).
Selon la légende qui s'est développée postérieurement à ce texte, Bernard, comte de la Marche Trévisane, petit comté des États vénitiens, serait né à Padoue en 1406. Il aurait commencé ses travaux d'alchimie à quatorze ans et il aurait trouvé la pierre philosophale à quatre-vingt-deux ans, à Rhodes, où il serait mort en 1490.

### Œuvres de Bernard de Trèves
- Bernard de Trèves, Responsio ad Thomam de Bolonia (1385). On trouve une traduction française de cette Responsio dans le manuscrit de 1533 MS. Français 2018 de la Bibliothèque Nationale, avec des traités pseudo-lulliens : Ung Traicté responsif envoyé à maistre Thomas de Boulongne, phisicien du roy de France, tres saige Phelippe, et conte palatin, par Bernard de Treves, en l'an 1385.
- Bernard de Trèves, La branchette : revue ANAGROM no 2, 1973. 62 pp., p. 5-30, "‘La branchette’, texte alchimique du XIVe siècle attribué à Bernard de Trèves, édité et transposé par Dominique Lesourd et Maxime Préaud, d’après le Manuscrit de la Bibliothèque de l’Arsenal".

### Œuvres attribuées à Bernard le Trévisan
- Opuscule tres-excellent de la vraye philosophie naturelle des métaulx (fin du XVe siècle)  in : Claude d'Ygé, Nouvelle assemblée des philosophes chymiques, Dervy-Livres, 1954.
- Le Livre de la philosophie naturelle des métaux in : J. Mangin de Richebourg, Bibliothèque des philosophes chimiques, t. I, p. 465 à 503, Éditions Beya, 2003 (XIV + 600 p.)  (ISBN 2-9600364-2-5)
- La Parole délaissée, par Bernard, comte de la Marche Trévisanne. Trois traités de la philosophie naturelle (Verbum dimissum). Contient l'Allégorie de la fontaine.
- La Parole délaissée in : J. Mangin de Richebourg, Bibliothèque des philosophes chimiques, t. I, p. 505 à 524, Éditions Beya, 2003 (XIV + 600 p.)  (ISBN 2-9600364-2-5)
- La Parole délaissée, transcrit d’après l’édition : Divers traitez de la philosophie naturelle. Sçavoir, La turbe des philosophes, ou le code de vérité en l’art. La parole delaissée, de Bernard Trevisan. Les deux traitez de Corneille Drebel Flaman. Avec Le tres-ancien duel de chevaliers, Paris, Jean d’Houry, 1672. Lire en ligne : BNAM
- Le Songe Verd
- Le Songe vert, véridique et véritable parce qu'il contient vérité in : J. Mangin de Richebourg, Bibliothèque des philosophes chimiques, t. I, p. 525 à 530, Éditions Beya, 2003 (XIV + 600 p.)  (ISBN 2-9600364-2-5)
- Traité de l'œuf des philosophes, composé par Bernard, comte de Trèves, Allemand
- Œuvre chimique de Bernard le Trévisan. Le livre de la philosophie naturelle des métaux. - La parole délaissée. - Le songe verd. - Traité de la nature de l'œuf des philosophes, Guy Trédaniel, 1976, 166 p.

### Études
- Jacques Sadoul, Le Trésor des alchimistes, J'ai lu, coll. « L'aventure mystérieuse », 1970, p. 113-123.
- Didier Kahn, « Recherches sur le ‘Livre’ attribué au prétendu Bernard le Trévisan » (fin du XVe siècle), dans L’Alchimia e medicina nel Medioevo, Micrologus Library IX, Ed. del Galluzzo (2003)
- José Rodríguez Guerrero, (2014-2018), « El Correctorium alchimiae (ca. 1352-1362) de Ricardus Anglicus y la versión de Bernardus Magnus de Tréveris », Azogue, 8, pp. 216-270.